# Gatto Marino e Re Drago
Gatto Marino e Re Drago (Sea-Cat and Dragon King) è una favola per bambini dell'autrice inglese Angela Carter, uscita postuma nel 2000.

## Trama
Gatto Marino è un gatto che vive in fondo al mare con la madre, che per evitare che il figlio s'infradici sempre la pelliccia gli tesse un vestito impermeabile con quello che trova in giro: alghe, conchiglie, pezzi di metallo simili a lustrini e frammenti di vetro. Con questo vestito addosso, Marino suscita l'ammirazione e l'invidia di tutte le creature degli abissi, compreso il loro Re Drago, una stranissima creatura che soffre per il suo brutto aspetto. Questi sequestra Marino e gli intima di consegnargli il suo vestito, ma il gatto si rifiuta e gli propone invece di farne tessere un altro da sua madre. Re Drago accetta ed ottiene così un vestito grazie al quale acquisisce maggior fiducia in se stesso e si mostra con orgoglio ai suoi sudditi.

## Edizioni italiane
- Angela Carter, Gatto Marino e Re Drago, traduzione di Giulia Niccolai, illustrazioni di Simona Mulazzani, Piccola contemporanea 5, Milano, Mondadori, 2000,  p. 61, ISBN 88-04-47280-4.